# Леонхард, Йенц
Йенц Леонхард (род. 4 июля 1963 года, Вордингборг, Дания) — датский и немецкий музыкант.

## Биография
Родился 4 июля 1963 года в городе Вордингборг (Дания).
В 1979 году присоединился к датской рок-группе The Brats, где стал басистом и вокалистом. В группе при участии Леонхарда был записан альбом «The Lost Tapes», выпущенный в 1980 году.
В 1982 году Йенц под псевдонимом Yenz Cheyenne присоединился к группе Geisha вокалистом, которая в 1984 и 1985 годах группа записывает первое и второе демо, а в 1987 году выпускает первый альбом Phantasmagoria. Вскоре группа после смены формата была названа Yenz или =Y=, после чего в 1989 году было записано демо и снят клип, однако после записи двух альбомов Y (1991 год) и Rawchild (1992 год) группа расспалась. В то же время Йенц выступил вокалистом в альбоме Zoser Mez Vizier of Wasteland.
в 1995 году переехал в Гамбург и в 1997 году присоединился к группе Electric, в которой был бас-гитаристом и продюсером. В составе группы в 2001 году записал диск с одноимённым названием. С того же года сотрудничает с группой Lacrimosa, а также был приглашён бас-гитаристом в группу Kingdom Come. В то же время играл в группе Piet Sielck, с 2003 года играл на бас-гитаре в Iron Savior, а с 2005 года — в Savage Circus.
В сентябре 2007 года ушёл из Kingdom Come из-за конфликта, после чего присоединился к Stormwarrior.